# 源灵度
源灵度（？—？），名规，字灵度，以字行，西平郡乐都县（今青海省海东市乐都区）人，北魏官员。

## 生平
源灵度原为中书学生、羽林监，太和二十一年（497年），魏孝文帝元宏亲自讨伐南齐，九月，魏孝文帝率领军队到宛城南面的寺庙前驻扎，从宛城东南的角沟桥上经过，南齐南阳郡太守房伯玉派遣几名勇士穿戴虎纹衣虎头帽，从埋伏的孔道中突然冲出，魏孝文帝本人和马匹受惊退却，杀死了几人，魏孝文帝呼唤善于射箭的将领源灵度射击南齐的伏兵，那几人随着弓弦声倒下，魏孝文帝才得以通过。源灵度之后以长子的身份继承父亲源怀的爵位冯翊郡公，在虚岁三十三时死去。

## 家庭

### 父亲
- 源怀，北魏使持节、侍中、骠骑大将军、冯翊惠公

### 兄弟姐妹
- 源荣，北魏司徒掾
- 源徽，北魏直阁将军
- 源玄谅，过继叔父源奂
- 源子邕，北魏散骑常侍、使持节、镇东将军、冀州刺史、阳平庄穆公
- 源子恭，东魏散骑侍郎、骠骑大将军、魏尹、临颍文献公
- 源纂，北魏太府少卿
- 源显明，嫁北魏使持节、都督并肆燕恒云朔显汾蔚九州诸军事、骠骑大将军、并州刺史、北道大行台、尚书令杨津

### 子女
- 源肃，北魏冯翊郡公